# Jean Wauquelin
Jean Wauquelin (Alentours de Breteuil-sur-Noye, Picardie, date inconnue - Mons, 7 septembre 1452) est un écrivain et traducteur de divers ouvrages.

## Biographie
« Natif du pays de Picardie » comme il se dit de lui-même, Jean Wauquelin serait né dans les environs de Breteuil-sur-Noye, au nord de Beauvais. Il indique aussi avoir fait ses études à l'Abbaye Notre-Dame de « Bretueil en Beauvoizis »,. Il est d'abord au service de Jean de Bourgogne, seigneur d'Étampes et de Dourdan, gouverneur de Picardie. Il s'installe vers 1439 à Mons en Hainaut, où il travaille pour la cour de Bourgogne.
Il met en prose en 1447 la chanson de geste Girart de Roussillon, texte ensuite abrégé par Jean Mansel dans sa Fleur des histoires, et par David Aubert pour l’Histoire de Charles Martel et de ses successeurs. Il traduisit en français les Chronica ducum Lotharingiae et Brabantiae d'Edmond de Dynter, l'Historia regum Britanniae de Geoffroy de Monmouth, ainsi que les Annales historiae illustrium principum Hannoniae (Annales de Hainaut) de Jacques de Guyse. 
Dans ce dernier texte, connu sous le titre Chroniques de Hainaut, traduit en français vers 1446-1450, il démontre que son maître, Philippe le Bon, duc de Bourgogne, descendait des Troyens par sa mère Marguerite de Bavière, tante de Jacqueline de Bavière. L'auteur désirait par ce texte faire savoir à tous « oans et lisans, comment est descendus mondit très redoubté et très puissant seigneur du haut et excellent rang des Troyens. »
Jean Wauquelin mit par ailleurs en prose la Manékine de Philippe de Remy, sire de Beaumanoir, la Belle Hélène de Constantinople et compila les romans français d'Alexandre dans son Livre des conquestes et faits d'Alexandre le Grand.

## Œuvres
Sauf mention contraire, tous ces ouvrages sont des commandes de Philippe le Bon.
- Histoire du bon roy Alexandre (1438), commande de Jean de Bourgogne.
- Plusieurs manuscrits liturgiques pour l'église de Nimy (1439-1440)
- Les Chroniques de Hainaut (1446-1449), traduction des Annales historiae illustrium principum Hannoniae de Jacques de Guyse.
- Girart de Roussillon (1447-48), chanson de geste.
- L'Ystoire de la belle Helayne de Constantinople, mère de Saint Martin de Tours en Touraine, et de Saint Brice, son frère (1448), édition abrégée de l'œuvre d'Alexandre de Bernay.
- Les Faits et les Conquestes d’Alexandre le Grand,
- La Manekine, mise en prose du poème de Philippe de Beaumanoir.
- Le Livre de Brutus et de la grant Bretaigne, traduction de l’Historia regum Britannie de Geoffroy de Monmouth.
- La Chronique brabançonne, traduction des Chronica ducum Lotharingiae et Brabantiae d'Edmond de Dynter, elles-mêmes une commande de Philippe le Bon.
- Le Livre du gouvernement des princes, jadis composez par frère Gille de Romme, de l'ordre des frères hermites de Saint-Augustin, translaté du latin en francoys, au commandement de mon très-redoubté seigneur Philippe, par la grâce de Dieu, duc de Bourgogne, de Brabant, etc. (1452)